# Ludolfs Liberts
Ludolfs Liberts, né le 3 avril 1895 à Tirzas pagasts en Lettonie et mort le 11 mars 1959 à New York aux États-Unis, est un peintre et scénographe letton, professeur de l'Académie des beaux-arts de Lettonie. Il est décoré de l'Ordre des Trois Étoiles en 1928, de l'Ordre royal de l'Étoile polaire en 1933 et de la Croix de la Reconnaissance de 3e classe en 1938.

## Biographie
Né à Tirza, district de Cēsis, le 3 avril 1895, dans la famille d'un serviteur du manoir. En 1907, il s'installe avec sa famille dans le quartier de Torņakalns à Riga. Il est initié à la peinture par Voldemārs Zeltiņš. Plus tard, il étudie à l'atelier de Jūlijs Madernieks, au département de sculpture de l'Académie d'art et d'industrie Stroganov (1911-1912) et à l'École d'art de Kazan (1912-1915), tout en travaillant comme décorateur à l'Opéra de Kazan (1913-1914).
Pendant la Première Guerre mondiale, il est diplômé de l'école militaire d'Alexandre en 1916, était officier sur le front polonais et a été fait prisonnier en Allemagne. Il rentre en Lettonie en 1921, et travaille pour le magazine Ho-ho (1922-1924). Il devient décorateur et directeur de l'Opéra national de Lettonie (1924-1937), directeur de l'hôtel de la Monnaie de Lettonie (1935-1940; 1941-1944), ainsi que professeur à l'Académie des arts de Lettonie (1923-1932) et directeur d'un atelier de peinture figurative (1942-1944). Il fut un scénographe invité dans les théâtres d'Helsinki, Kaunas, Vilnius, Malmö, Zagreb et Sofia.  
Pendant la Seconde Guerre mondiale en 1944, il s'enfuit en Autriche, puis en Allemagne, où il travaille à l'école d'art lettone d'Esslingen am Neckar. En 1950, il a émigré aux États-Unis, où il enseigne la peinture au New York City College.
Décédé le 11 mars 1959 à New York. Son corps est incinéré et l'urne avec ses cendres est enterrée au cimetière de Green-Wood. 
 